# Anastasios Metaxas
Anastasios Metaxas (n. 27 februarie 1862, Atena, Regatul Greciei – d. 28 ianuarie 1937, Atena, Regatul Greciei) a fost un arhitect ce a reprezentat Grecia, medaliat olimpic. A participat la 3 ediții ale Jocurilor Olimpice (1896, 1908, 1912) în care a câștigat o medalie de bronz.